# Васьковская волость
Васько́вская волость — административно-территориальная единица в составе Мглинского (с 1918 — Почепского) уезда, существовавшая в 1-й четверти XX века.
Административный центр — село Васьковичи.

## История
Волость была образована в конце XIX века в составе Мглинского уезда, путём выделения из Почепской волости. При формировании в 1918 году Почепского уезда, вошла в его состав.
В 1924 году Васьковская волость была упразднена, а её территория вновь присоединена к Почепской волости.
Ныне вся территория бывшей Васьковской волости входит в состав Почепского района Брянской области.

## Административное деление
В 1919 году в состав Васьковской волости входили следующие сельсоветы: Бохоричский, Васьковичский, Верхнезлобинский, Ветошский, Вяльский, Демьяновский, Дымовский, Игнатьевский, Космовский, Копыловский, Лабодинский, Милашовский, Моревский, Нижнезлобинский, Рагозинский, Старопочепский, Чоповский.